# Fosforribosilglicinamida formiltransferase

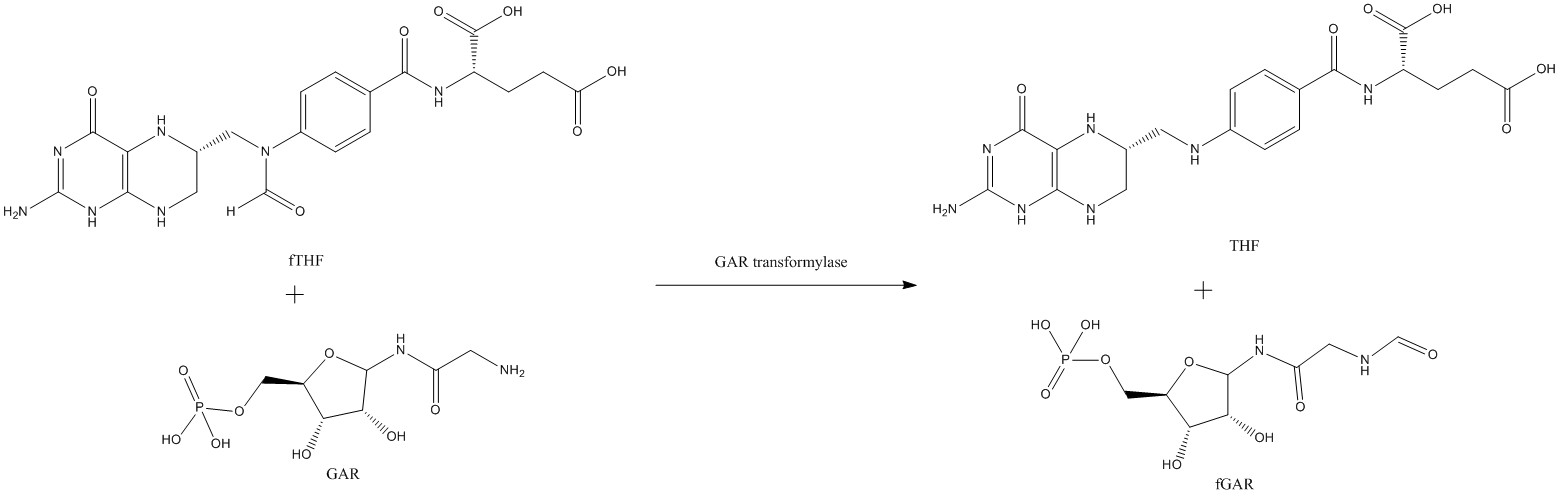
Reação geral de GAR transformilase

Fosforribosilglicinamida formiltransferase (EC 2.1.2.2, 2-amino-N-ribosilacetamida 5'-fosfato transformilase, GAR formiltransferase, GAR transformilase, glicinamida ribonucleotídeo transformilase, GAR TFase, 5,10-meteniltetraidrofolato:2-amino-N-ribosilacetamida ribonucleotídeo transformilase) é uma enzima com nome sistemático 10-formiltetraidrofolato:5'-fosforribosilglicinamida N-formiltransferase. Esta enzima catalisa a seguinte reação química:
10-formiltetraidrofolato + N1-(5-fosfo-D-ribosil)glicinamida {\displaystyle \rightleftharpoons } tetraidrofolato  + N2-formyl-N1-(5-fosfo-D-ribosil)glicinamida